# Бен Бреретон
Бенджамін Ентоні Бреретон Діас (ісп. Benjamin Anthony Brereton Díaz, нар. 18 квітня 1999, Сток-он-Трент) — англійський і чилійський футболіст, нападник клубу «Саутгемптон» і національної збірної Чилі.

## Клубна кар'єра
Народився 18 квітня 1999 року в місті Сток-он-Трент. Вихованець юнацьких команд футбольних клубів «Манчестер Юнайтед», «Сток Сіті» та «Ноттінгем Форест».
У дорослому футболі дебютував на початку 2017 року виступами за головну команду «Ноттінгем Форест», в якій провів півтора сезони, взявши участь у 53 матчах Чемпіонату Футбольної ліги. 
Своєю грою за цю команду привернув увагу представників тренерського штабу іншого англійського друголігового клубу, «Блекберн Роверз», до складу якого приєднався 2018 року. Відіграв за команду з Блекберна наступні п'ять сезонів своєї ігрової кар'єри. Більшість часу, проведеного у складі «Блекберн Роверз», був основним гравцем атакувальної ланки команди.
Другу половину 2023 року відіграв за іспанський «Вільярреал», звідки на початку 2024 року на правах піврічної оренди перейшов до «Шеффілд Юнайтед».
Влітку 2024 року уклав повноцінний чотирирічний контракт із вищоліговим англійським «Саутгемптоном», якому трансфер гравця обійшовся у понад 8 мільйонів євро.

## Виступи за збірні
2017 року дебютував у складі юнацької збірної Англії (U-19), загалом на юнацькому рівні взяв участь у 19 іграх, відзначившись 5 забитими голами.
2020 року гравець, мати якого походить із Чилі, прийняв пропозицію на рівні національних команд захищати кольори цієї країни і дебютував в офіційних матчах у складі національної збірної Чилі.
У складі збірної був учасником розіграшу Кубка Америки 2021 року у Бразилії та розіграшу Кубка Америки 2024 року в США.
| Дата       | Місто                   | Господарі      | Результат         | Гості                    | Турнір                          | Голи | Примітки |
| ---------- | ----------------------- | -------------- | ----------------- | ------------------------ | ------------------------------- | ---- | -------- |
| 14-6-2021  | Ріо-де-Жанейро          | Аргентина      | 1 – 1             | Чилі                     | Копа Америка 2021 - 1-й етап    | -    | 77'      |
| 18-6-2021  | Куяба                   | Чилі           | 1 – 0             | Болівія                  | Копа Америка 2021 - 1-й етап    | 1    |          |
| 21-6-2021  | Куяба                   | Уругвай        | 1 – 1             | Чилі                     | Копа Америка 2021 - 1-й етап    | -    | 69'      |
| 24-6-2021  | Бразилія (місто)        | Чилі           | 0 – 2             | Парагвай                 | Копа Америка 2021 - 1-й етап    | -    | 45'      |
| 2-7-2021   | Ріо-де-Жанейро          | Бразилія       | 1 – 0             | Чилі                     | Копа Америка 2021 - чвертьфінал | -    | 46'      |
| 7-10-2021  | Ліма                    | Перу           | 2 – 0             | Чилі                     | Відбір до ЧС 2022               | -    | 77'      |
| 10-10-2021 | Сантьяго                | Чилі           | 2 – 0             | Парагвай                 | Відбір до ЧС 2022               | 1    |          |
| 14-10-2021 | Сантьяго                | Чилі           | 3 – 0             | Венесуела                | Відбір до ЧС 2022               | 1    |          |
| 11-11-2021 | Асунсьйон               | Парагвай       | 0 – 1             | Чилі                     | Відбір до ЧС 2022               | -    | 43'      |
| 27-1-2022  | Калама                  | Чилі           | 1 – 2             | Аргентина                | Відбір до ЧС 2022               | 1    |          |
| 1-2-2022   | Ла-Пас                  | Болівія        | 2 – 3             | Чилі                     | Відбір до ЧС 2022               | -    | 74'      |
| 29-3-2022  | Сантьяго                | Чилі           | 0 – 2             | Уругвай                  | Відбір до ЧС 2022               | -    |          |
| 6-6-2022   | Теджон                  | Південна Корея | 2 – 0             | Чилі                     | товариський матч                | -    | 84'      |
| 10-6-2022  | Кобе                    | Чилі           | 0 – 2             | Туніс                    | Кубок Kirin                     | -    | 59'      |
| 14-6-2022  | Суйта                   | Чилі           | 0 – 0 (1– 3 п.п.) | Гана                     | Кубок Kirin                     | -    |          |
| 23-9-2022  | Курналя-да-Льобрегат    | Марокко        | 2 – 0             | Чилі                     | товариський матч                | -    | 83'      |
| 27-9-2022  | Відень                  | Катар          | 2 – 2             | Чилі                     | товариський матч                | -    | 69'      |
| 27-3-2023  | Сантьяго                | Чилі           | 3 – 2             | Парагвай                 | товариський матч                | -    | 51'      |
| 11-6-2023  | Консепсьйон             | Чилі           | 3 – 0             | Куба                     | товариський матч                | -    | 72'      |
| 16-6-2023  | Вінья-дель-Мар          | Чилі           | 5 – 0             | Домініканська Республіка | товариський матч                | 3    | 46'      |
| 20-6-2023  | Санта-Крус-де-ла-Сьєрра | Болівія        | 0 – 0             | Чилі                     | товариський матч                | -    | 64'      |
| 8-9-2023   | Монтевідео              | Уругвай        | 3 – 1             | Чилі                     | Відбір до ЧС 2026               | -    |          |
| 12-9-2023  | Сантьяго                | Чилі           | 0 – 0             | Колумбія                 | Відбір до ЧС 2026               | -    | 76'      |
| 12-10-2023 | Сантьяго                | Чилі           | 2 – 0             | Перу                     | Відбір до ЧС 2026               | -    | 49' 80'  |
| 17-10-2023 | Матурін                 | Венесуела      | 3 – 0             | Чилі                     | Відбір до ЧС 2026               | -    | 68'      |
| 16-11-2023 | Сантьяго                | Чилі           | 0 – 0             | Парагвай                 | Відбір до ЧС 2026               | -    | 61'      |
| 21-11-2023 | Кіто                    | Еквадор        | 1 – 0             | Чилі                     | Відбір до ЧС 2026               | -    | 55'      |
| 22-3-2024  | Парма                   | Албанія        | 0 – 3             | Чилі                     | товариський матч                | -    | 72'      |
| 26-3-2024  | Марсель                 | Франція        | 3 – 2             | Чилі                     | товариський матч                | -    | 68'      |
| 11-6-2024  | Сантьяго                | Чилі           | 3 – 0             | Парагвай                 | товариський матч                | -    | 72'      |
| 21-6-2024  | Арлінгтон               | Перу           | 0 – 0             | Чилі                     | Копа Америка 2024 - 1-й етап    | -    | 65'      |
| 25-6-2024  | Іст-Ратерфорд           | Чилі           | 0 – 1             | Аргентина                | Копа Америка 2024 - 1-й етап    | -    | 87'      |
| 29-6-2024  | Орландо                 | Канада         | 0 – 0             | Чилі                     | Копа Америка 2024 - 1-й етап    | -    | 77'      |
| 5-9-2024   | Буенос-Айрес            | Аргентина      | 3 – 0             | Чилі                     | Відбір до ЧС 2026               | -    | 79'      |
| 10-9-2024  | Сантьяго                | Чилі           | 1 – 2             | Болівія                  | Відбір до ЧС 2026               | -    | 35'      |
| Усього     |                         | Матчів         | 35                |                          | Голів                           | 7    |          |

## Титули і досягнення
- Чемпіон Європи (U-19): 2017